# Proton
Protón je stabilen jedrski delec z maso 1,6726 · 10-27 kg in pozitivnim električnim nabojem 1,6022 · 10-19 As. Protoni skupaj z nevtroni sestavljajo atomska jedra (izjema je jedro v naravi najpogostejšega izotopa vodika 1H, ki ga sestavlja samo proton). Protone in nevtrone v jedru veže močna jedrska sila. Število protonov v jedru je tisto, ki določa, za kateri kemijski element gre.
Protone se uvršča med barione. Sestavljeni so iz po treh kvarkov: dveh kvarkov »gor« in enega kvarka »dol«.
V kemiji in biokemiji se izraz »proton« pogosto uporablja za vodikov ion v vodni raztopini, torej za hidronijev ion. V tem kontekstu je protonski donor kislina, protonski akceptor pa baza.

## Zgodovina
Protone je odkril leta 1918 novozelandski fizik Ernest Rutherford. Pri opazovanju dušika v plinastem agregatnem stanju je v scintilacijskih merilnih napravah opazil sledi vodika pri trku dveh delcev alfa s plinom. Dognal je, da lahko vodik izhaja le iz dušika in zaradi tega mora dušik vsebovati vodikovo jedro. Na ta način je predlagal, da je vodikovo jedro, za katerega so vedeli, da ima vrstno število 1, osnovni delec. Imenoval ga je proton, po grški [besedi protos, kar pomeni prvi.